# Hydroporus palustris
Hydroporus palustris là một loài bọ cánh cứng bản địa của miền Cổ bắc (bao gồm châu Âu) và Cận Đông. Ở châu Âu, nó được tìm thấy ở Andorra, Áo, Belarus, Bỉ, Bosna và Hercegovina, Bungary, Corse, Croatia, Cộng hòa Séc, Đan Mạch lục địa, Estonia, quần đảo Faroe, Phần Lan, Chính quốc Pháp, Đức, Hy Lạp lục địa, Hungary, Chính quốc Ý, Ireland, Kaliningrad, Latvia, Liechtenstein, Litva, Luxembourg, Cộng hòa Macedonia, Na Uy lục địa, Ba Lan, Nga, Sardegna, Sicilia, Slovakia, Slovenia, Chính quốc Tây Ban Nha, Thụy Điển, Thụy Sĩ, Hà Lan, Ukraina, Vương quốc Liên hiệp Anh và Bắc Ireland, và Nam Tư.

## Hình ảnh

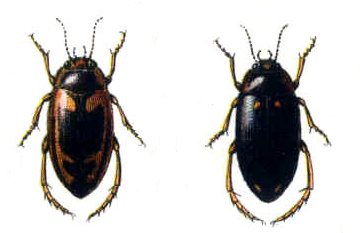
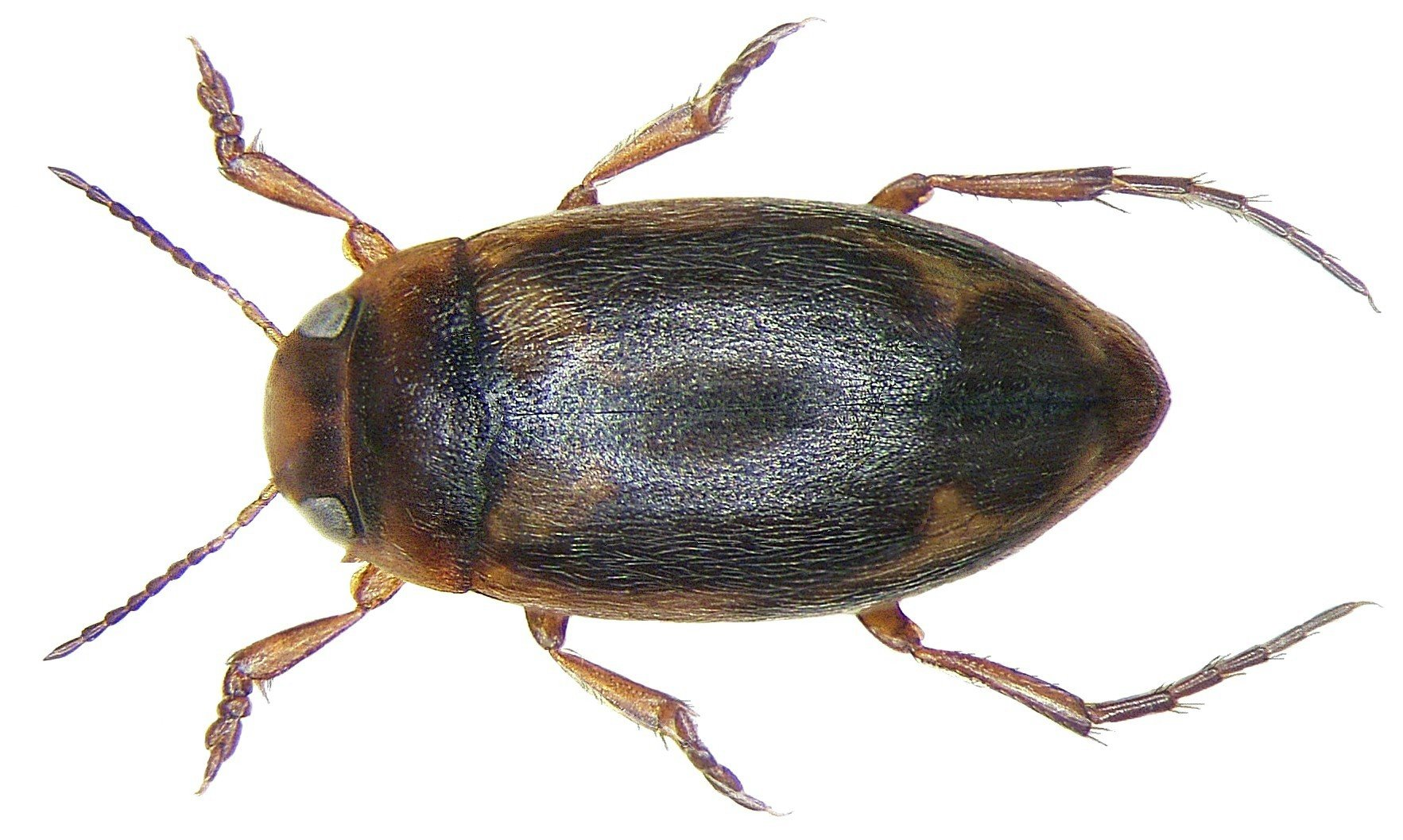
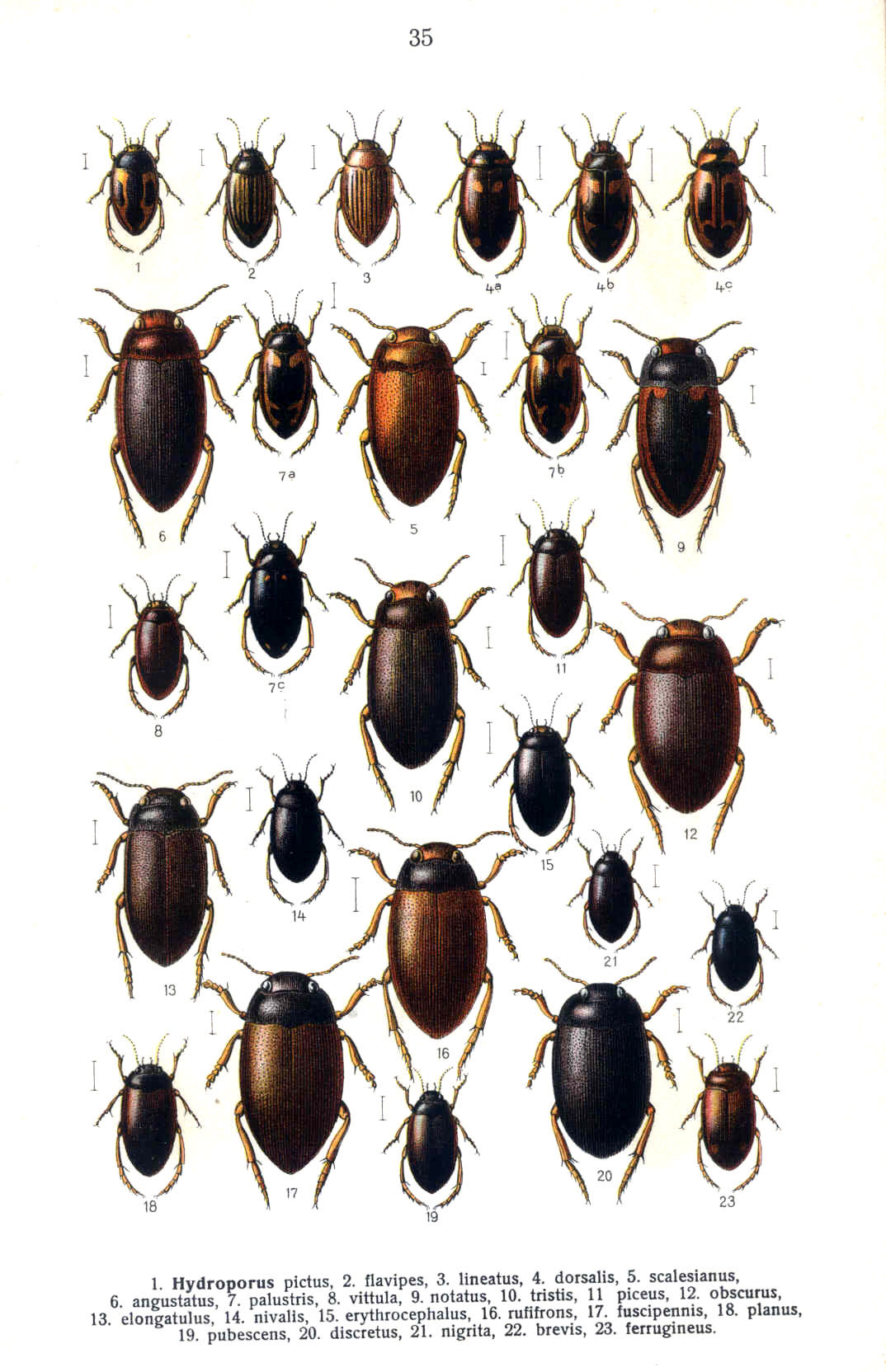
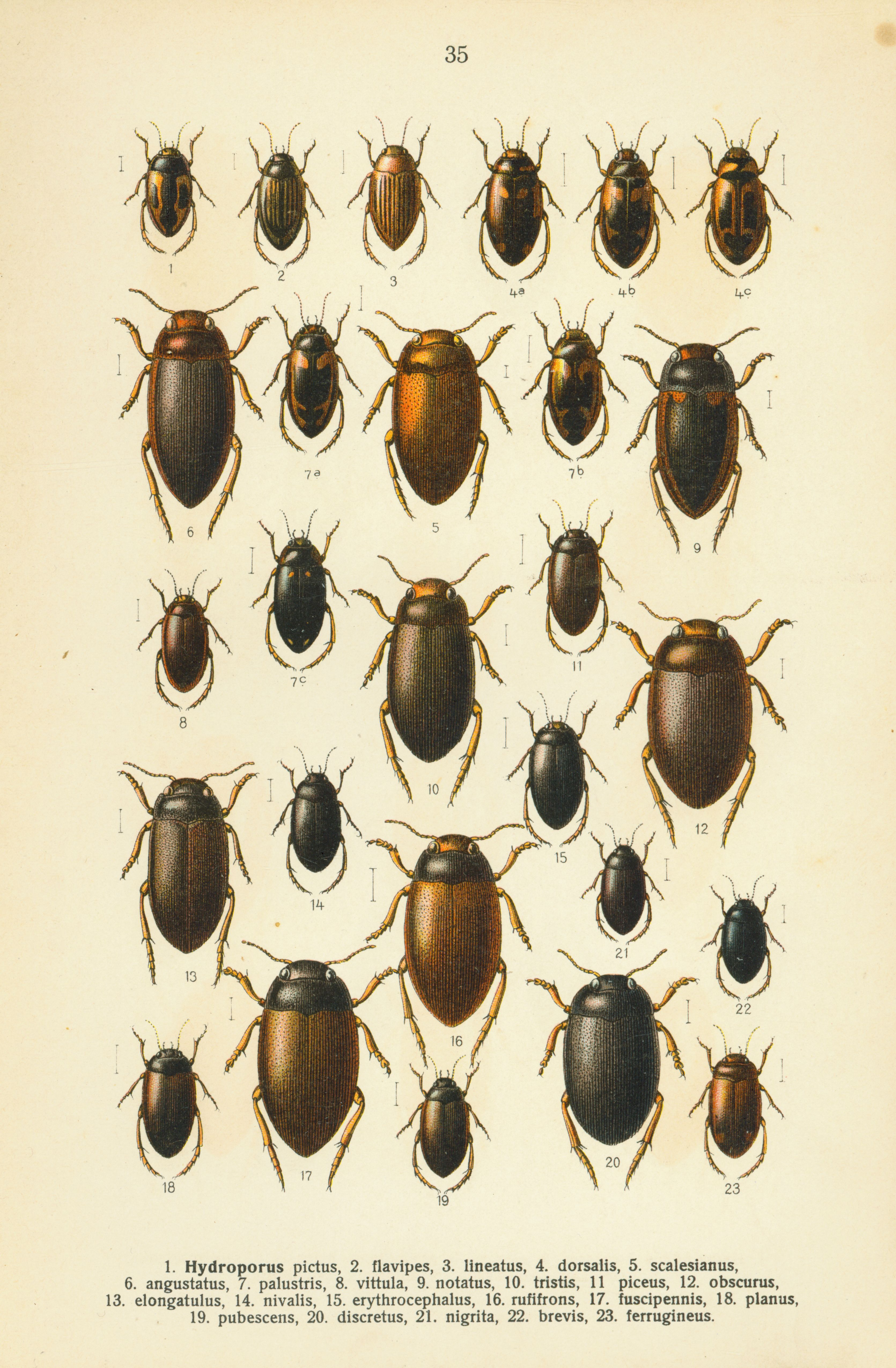